# Échevannes (Côte-d’Or)
Échevannes ist eine französische Gemeinde mit 295 Einwohnern (Stand: 1. Januar 2022) im Département Côte-d’Or in der Region Bourgogne-Franche-Comté (vor 2016 Bourgogne). Sie gehört zum Arrondissement Dijon und zum Kanton Is-sur-Tille. Die Einwohner werden Échevannais genannt.

## Geographie
Échevannes liegt rund 25 Kilometer nordnordöstlich von Dijon. Der Fluss Tille begrenzt die Gemeinde im Süden und Westen. Nachbargemeinden sind Crécey-sur-Tille im Norden, Selongey im Nordosten, Til-Châtel im Osten und Süden sowie Is-sur-Tille im Südwesten und Westen.

## Bevölkerung
| Jahr                       | 1962 | 1968 | 1975 | 1982 | 1990 | 1999 | 2006 | 2013 | 2019 |
| Einwohner                  | 113  | 105  | 78   | 88   | 122  | 147  | 193  | 233  | 313  |
| Quellen: Cassini und INSEE |      |      |      |      |      |      |      |      |      |

## Sehenswürdigkeiten

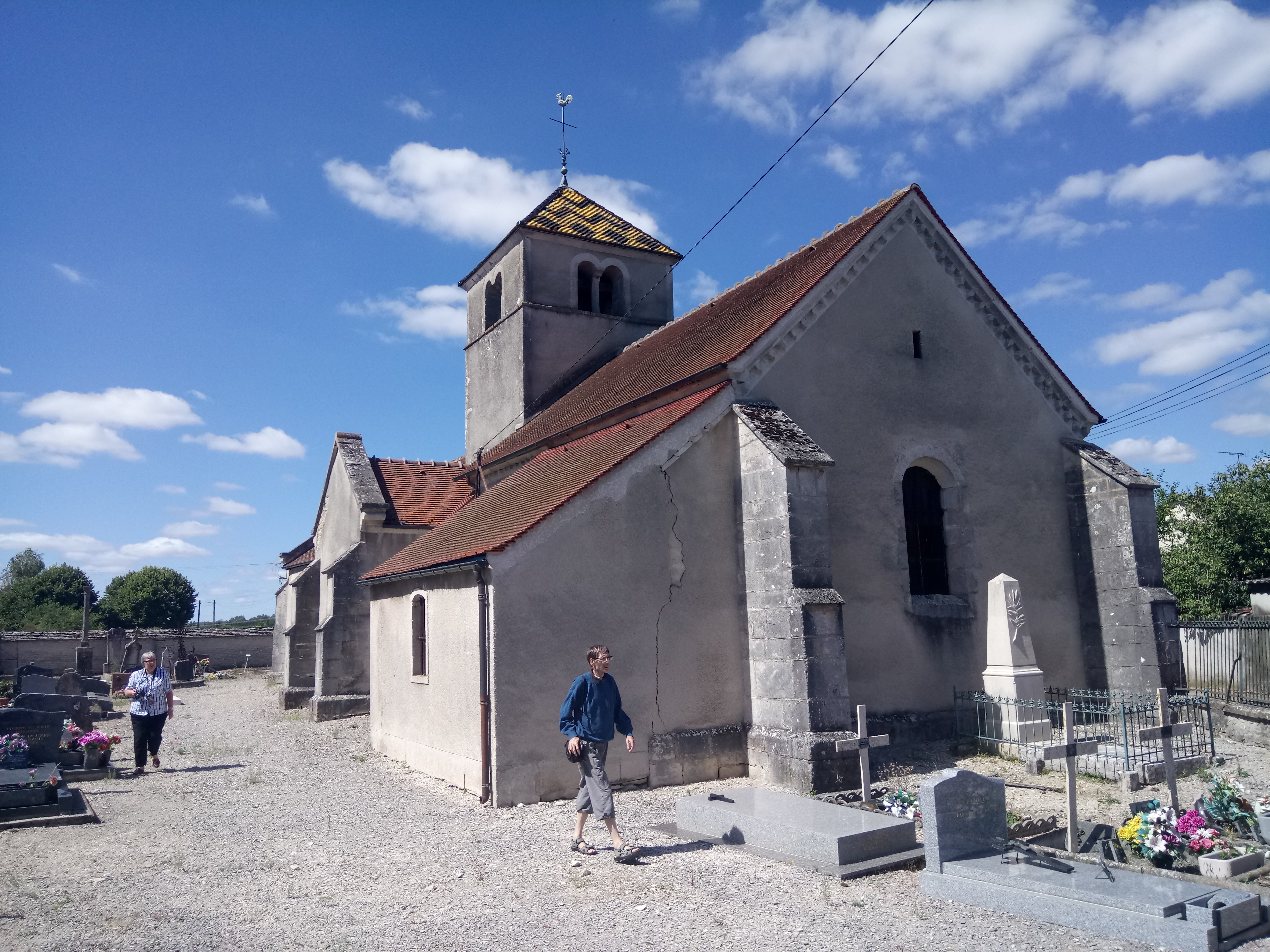
Kirche Saint-Sulpice
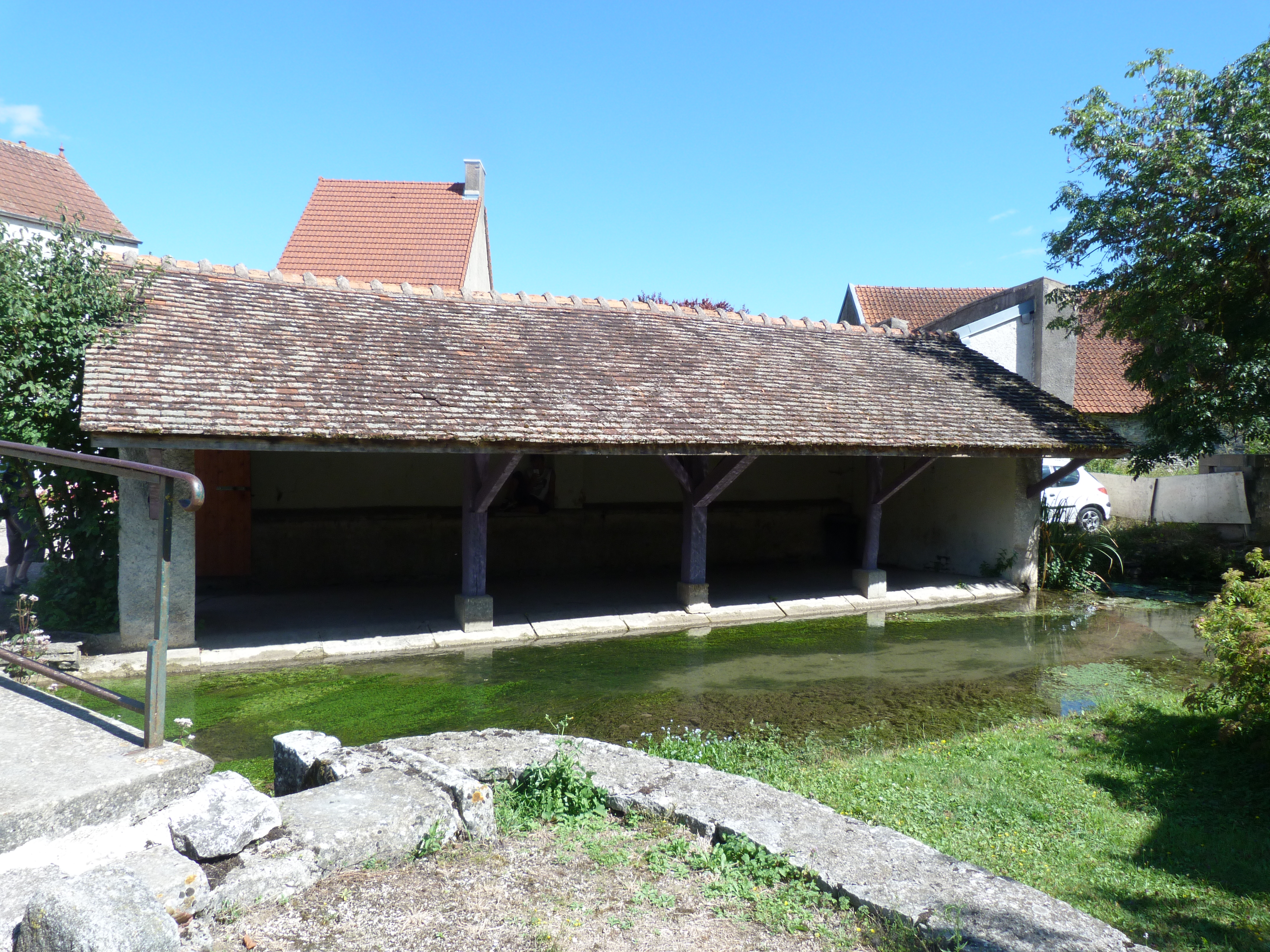
Ehemaliges Waschhaus

- Kirche Saint-Sulpice
- Ehemaliges Waschhaus